# Comtat de Mendocino
El comtat de Mendocino és un comtat de l’estat de Califòrnia als Estats Units. Segons el cens del 2020, tenia una població de 91.601 habitants. La seva seu és Ukiah.
Forma part del Triangle Maragda, la principal regió productora de marihuana als Estats Units.

## Geografia
Segons la Oficina del Cens, el comtat té una superfície total de 10 140 km², dels quals 980 km² corresponen a terra ferma i 960 km² a aigua.

## Localitats

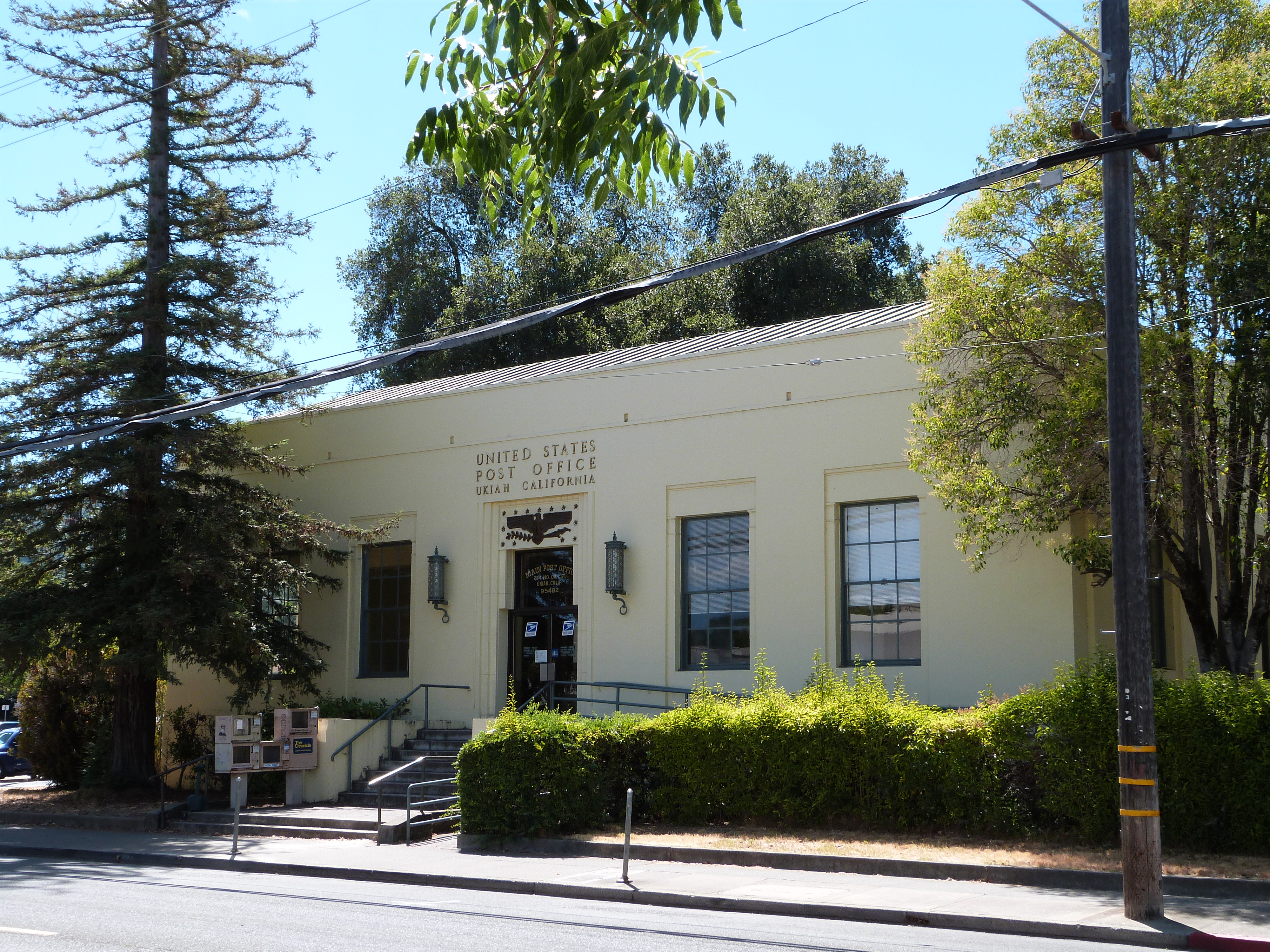
Antiga oficina de correus d'Ukiah (edifici històric).

- Albion
- Anchor Bay
- Boonville
- Branscomb
- Calpella
- Caspar
- Cleone
- Comptche
- Covelo
- Dos Rios
- Elk
- Fort Bragg
- Gualala
- Hales Grove
- Hopland
- Inglenook
- Laytonville
- Leggett
- Longvale
- Manchester
- Mendocino
- Navarro
- Noyo
- Old Hopland
- Filosofia
- Point Arena
- Potter Valley
- Redwood Valley
- Rockport
- Talmage
- Ukiah
- Willits
- Westport
- Antiga oficina de correus d'Ukiah (edifici històric). Yorkville